# Corunna (Indiana)
Corunna é uma cidade  localizada no estado americano de Indiana, no Condado de DeKalb.

## Demografia
Segundo o censo americano de 2000, a sua população era de 254 habitantes.
Em 2006, foi estimada uma população de 251, um decréscimo de 3 (-1.2%).

## Geografia
De acordo com o United States Census Bureau tem uma área de
0,5 km², dos quais 0,5 km² cobertos por terra e 0,0 km² cobertos por água. Corunna localiza-se a aproximadamente 297 m acima do nível do mar.

## Localidades na vizinhança
O diagrama seguinte representa as localidades num raio de 12 km ao redor de Corunna.